# Sitio de Siracusa (877-878)
El Setge de Siracusa de 877-878 provocó la caída de la ciudad de Siracusa, la capital de la Thema de Sicilia, a manos de los aglabíes. El asedio duró desde agosto de 877 hasta el 21 de mayo de 878, cuando la ciudad, efectivamente dejada sin ayuda por el gobierno central bizantino, fue saqueada por las fuerzas aglabíes.
Tras su primer desembarco en Sicilia a finales de la década de 820, los aglabíes habían intentado varias veces, sin éxito, capturar Siracusa. Sin embargo, consiguieron hacerse poco a poco con la mitad occidental de la isla y, en 875, se nombró a un nuevo y enérgico gobernador, Ja'far ibn Muhammad, decidido a capturar la ciudad. Ja'far comenzó el asedio en agosto de 877, pero pronto lo dejó a cargo de su hijo Abu Ishaq, mientras se retiraba a Palermo. Los árabes estaban bien provistos de armas de asedio, mientras que los habitantes de Siracusa se quedaron sin apoyo de la flota bizantina, que estaba ocupada con el transporte de mármol para una nueva iglesia en Constantinopla, y que luego se retrasó por el mal tiempo. En consecuencia, la población asediada se enfrentó a grandes penurias y al hambre, descritas con detalle por el relato de un testigo ocular, Teodosio el Monje. Finalmente, los aglabíes consiguieron abrir una brecha en las murallas marítimas y, el 21 de mayo de 878, lograron penetrar en la ciudad. Los defensores y gran parte de la población fueron masacrados, mientras que otros, incluido Teodosio, fueron hechos prisioneros. El  patricio bizantino que comandaba la defensa se rindió con algunos de sus hombres, pero fueron ejecutados al cabo de una semana, mientras que un puñado de soldados escapó y llevó la noticia al este, a la flota que había zarpado tardíamente para ayudar a la ciudad. Los musulmanes no pudieron aprovechar este éxito debido a las rivalidades internas, que incluso llevaron a una guerra civil a gran escala. La guerra a pequeña escala con los bizantinos continuó sin que ningún bando obtuviera una ventaja decisiva hasta la llegada del depuesto emir aglabí Ibrahim II, que en el año 902 reunió a los musulmanes sicilianos y capturó Taormina, completando de hecho la conquista musulmana de Sicilia, aunque algunas fortalezas permanecieron en manos bizantinas hasta el año 965.

## Antecedentes
Los aglabíes intentaron tomar la ciudad poco después de su desembarco inicial en la isla en el 827-828, pero no lo consiguieron. A pesar de su rechazo, consiguieron establecerse en las zonas occidentales de la isla y, en las décadas siguientes, fueron avanzando poco a poco hacia el este, hacia las zonas centrales de Sicilia. Durante este período emprendieron repetidos esfuerzos para capturar la capital de la provincia bizantina, en 868, 869 y 873, pero también fracasaron.
En 875, el emir aglabí, poco belicoso y amante del placer, Muhammad II ibn Ahmad (r. 864-875) murió y le sucedió su hermano más enérgico, Ibrahim II (r. 875-902). El nuevo emir estaba decidido a capturar finalmente Siracusa. Nombró un nuevo gobernador para la isla, Ja'far ibn Muhammad, y envió una flota desde Ifriqiya para ayudar a las tropas locales sicilianas.

## El sitio
Ja'far comenzó su campaña en el año 877 asaltando los territorios bizantinos del este de la isla y ocupando algunas fortalezas periféricas alrededor de Siracusa. El asedio de la ciudad comenzó en agosto, con los árabes bloqueándola por mar y tierra. Los acontecimientos del asedio son descritos con cierto detalle por el testigo presencial Teodosio el Monje, que incluyó un relato del mismo en una carta escrita durante su posterior cautiverio.
La resistencia de la ciudad fue dirigida por un  patricio sin nombre, mientras que los árabes fueron dirigidos inicialmente por Ja'far, hasta que éste regresó a Palermo y dejó la dirección del asedio a su hijo, Abu Ishaq. Los musulmanes, bien provistos de armas de asedio, incluido un nuevo tipo de mangonel, lanzaron incesantes ataques contra los defensores de la ciudad de día y de noche. Teodosio centra la mayor parte de su relato en los sufrimientos de los habitantes, "reducidos por el hambre y las enfermedades", y en los "precios hiperinflacionarios que se pagaban por cantidades ínfimas de alimentos básicos", según describe Alex Metcalfe. Una fanega de trigo llegó a costar 150 nomismata de oro, una fanega de harina 200, un buey 300 nomismata, y la cabeza de un caballo o de un burro de 15 a 20 nomismata. Tras varios meses de asedio, los habitantes habían agotado sus provisiones de aceite, fruta, queso, pescado y verduras; se vieron reducidos a comer hierba, pieles de animales, huesos molidos mezclados con agua, e incluso, según Teodosio, a recurrir al canibalismo y a comerse a sus muertos y a los niños.

Geophysical map of Sicily with main settlements

A pesar de la importancia de Siracusa, las fuentes informan de escasos esfuerzos por parte de los bizantinos para ayudar a la ciudad. Ibn al-Athir informa de que unos pocos barcos bizantinos se presentaron ante la ciudad y fueron derrotados sin dificultad, pero la principal flota bizantina parece haber estado ocupada con el transporte de material de construcción para la erección de la iglesia Nea Ekklesia del emperador Basilio I el Macedonio en Constantinopla. Cuando la flota zarpó finalmente, bajo el mando de un tal Adrianos, se retrasó tanto por los vientos contrarios en Monemvasía que la noticia de la caída de la ciudad le llegó allí. Así, los árabes no tuvieron problemas para controlar el mar y pudieron destruir las fortificaciones (βραχιόλια) que protegían los dos puertos de la ciudad: el incesante bombardeo consiguió derrumbar una de las torres de las fortificaciones del mar, junto con el tramo de muralla contiguo, formando una brecha donde los árabes concentraron su ataque. Sin embargo, el patrikios de la ciudad reunió a los defensores y durante veinte días consiguieron mantener la brecha frente a la superioridad numérica, de modo que los alrededores se llenaron de muertos y heridos.
La ciudad cayó finalmente en la mañana del 21 de mayo de 878, tras nueve meses de asedio. Los defensores se habían retirado a las murallas para descansar y desayunar, dejando una pequeña guardia para mantener la brecha bajo el mando de un tal Juan Patrianos, cuando los árabes lanzaron un ataque repentino, disparando todas sus máquinas de asedio a la vez y cargando contra la brecha. Cuando el patrikios salió a reanimar la defensa, los árabes habían matado a los defensores de la brecha y entrado en la ciudad. Un destacamento que intentó bloquear el camino cerca de la iglesia del Salvador también fue aniquilado; Teodosio escribe que los árabes entraron en la iglesia, donde gran parte de la población se había refugiado, y los masacraron a todos. El patrikios se quedó con unos 70 hombres para mantener una torre aislada, hasta que se vio obligado a rendirse al día siguiente. El propio Teodosio estaba asistiendo a la liturgia en la catedral cuando llegó la noticia de la caída de la ciudad, y fue hecho prisionero junto con el arzobispo. A diferencia de la Iglesia del Salvador, los soldados árabes no los maltrataron, sino que obligaron al arzobispo a revelar la ubicación de la sacristía donde se guardaban los preciosos objetos litúrgicos.
La mayor parte de la población de la ciudad fue masacrada durante el saqueo; Teodosio escribe que sólo entre los notables murieron más de 4.000. El comandante árabe, Abu Ishaq, hizo ejecutar al patrikios al mando una semana después, mientras que los setenta hombres que quedaban con él, junto con otros prisioneros, fueron supuestamente sacados de la ciudad y golpeados hasta la muerte con piedras y palos. Uno de los defensores, Niketas de Tarsos, que durante el asedio había insultado diariamente a Mahoma, fue desmontado y torturado hasta la muerte. Sólo unos pocos  mardaitas del Peloponeso junto con algunos soldados de la guarnición pudieron escapar y, llegando a Grecia, informar al almirante Adrianos de los acontecimientos. La propia ciudad fue saqueada y prácticamente destruida. Según Ibn al-Athir, los árabes permanecieron allí unos dos meses después del saqueo, antes de regresar a su base, dejando la ciudad en ruinas. Ibn al-Athir también afirma que una escuadra bizantina se presentó ante la ciudad, pero que fue expulsada tras una batalla en la que los bizantinos perdieron cuatro barcos.

## Consecuencias
Ja'far no disfrutó mucho tiempo de su victoria. Ese mismo año fue asesinado por dos de sus esclavos, a instigación de su tío y su hermano, que usurparon la gobernación. Se inició así un periodo de luchas internas entre los musulmanes sicilianos. La guerra continuó durante la década de 880, y los árabes intentaron someter las fortalezas bizantinas que quedaban en el tercio noreste de la isla, pero con un éxito limitado: las incursiones produjeron un botín para pagar al ejército, pero no se tomaron fortalezas. En el mismo periodo también se produjo un resurgimiento de la fuerza bizantina en la Italia continental, donde generales como Nicéforo Focas el Viejo obtuvieron una serie de victorias contra los musulmanes.
La falta de éxito exacerbó las tensiones entre los musulmanes, lo que condujo a la rebelión de los palermitanos en el 886 y de nuevo en el 890, ya que las múltiples divisiones -entre los árabes y los bereberes, entre los sicilianos y los ifriqiyanos, y entre los palermitanos y los agrigentanos- pasaron a primer plano. En el año 898 estalló una guerra civil a gran escala entre árabes y bereberes, que no terminó hasta que el hijo de Ibrahim II Abu'l-Abbas Abdallah capturó Palermo en el año 900. Abdallah también obtuvo victorias contra los bizantinos, hasta que fue llamado a Ifriqiya para sustituir a su padre; Ibrahim llegó entonces a Sicilia con un grupo de voluntarios, y capturó la última gran fortaleza bizantina, Taormina, en agosto del 902. Aunque algunas fortalezas en el noreste permanecieron sin conquistar y en manos cristianas hasta la caída de Rometta (Rometta) en 965, la captura de Taormina marcó el fin efectivo de la Sicilia bizantina, y la consolidación del control musulmán sobre la isla.